# William Douglas, I duca di Queensberry
William Douglas, I duca di Queensberry (1637 – 28 marzo 1695) è stato un politico scozzese.

## Biografia
William Douglas era figlio di James Douglas, II conte di Queensberry, e della sua seconda moglie, Margaret Stewart, figlia di John Stewart, I conte di Traquair.

## Carriera
Egli venne nominato Consigliere Privato del sovrano per la Scozia nel 1667, Lord Justice General (1680-1682) e Lord High Treasurer of Scotland (1682-1686).
Egli venne creato inoltre Marchese di Queensberry (11 febbraio 1682) e Duca di Queensberry (3 novembre 1684), con possibilità di trasmettere i titoli ai suoi discendenti maschi. Egli si rifiutò di supportare le misure adottate da Giacomo II contro la chiesa anglicana nel 1685.
Divenne quindi Lord President of the Privy Council (1686-1689). Nel 1687 venne accusato da James Drummond, I duca di Perth di cattiva amministrazione e venne privato dei propri incarichi politici. Dal 1685 fu uno dei lords del Privy Council sia per la Scozia che per l'Inghilterra.

## Matrimonio
Sposò, nel 1657, Lady Isabel Douglas, figlia di William Douglas, I marchese di Douglas e di Lady Mary Gordon. Ebbero quattro figli:
1. Anne Douglas (?-23 febbraio 1700), sposò David Wemyss, IV conte di Wemyss, ebbero due figli;
2. William Douglas, I conte di March (?-2 settembre 1705), sposò Lady Jane Hay, ebbero un figlio;
3. George Douglas (morto nell'infanzia);
4. James Douglas, II duca di Queensberry (18 dicembre 1672-1711).